# 천장사
천장사(天藏寺)는 충청남도 서산시에 있는 사찰이다.
천장사는 633년 백제의 담화선사[운화선사]가 수도하기 위하여 창건된 사찰이라고 하나 담화선사는 확인되지 않은 인물이며 시대가 올라가는 유물이나 유적도 현존하지 않는다. 천장사 칠층석탑으로 유추할 때, 고려 시대 창건된 것으로 생각된다. 법당 내부에 관음사의 후불탱화로 1788년(정조 12) 제작된 불화가 있는데 관음사가 어느 절을 말하는지는 알 수 없으며, 1896년(고종 33) 제작된 신중탱화도 있다. 근현대 경허(鏡虛)[1849~1912]와 그의 제자 만공(滿空)[1871~1946]이 머물렀고 만공은 이곳에서 도를 깨쳤다 한다. 한편 최인호(崔仁浩)의 소설 『길없는 길』로 널리 알려졌다.
법당 앞에 1984년 5월 17일 충청남도 문화재 자료 제202호로 지정된 천장사 칠층석탑이 있다. 높이는 7m로 오층석탑이라는 설도 있다. 여러 석탑 부재들이 동 시기에 만들어지지 않아 혼란스럽게 보이지만, 탑신석의 탑신에 우주를 모각한 점, 옥개석의 층급 받침이 세 단인 점, 초층의 옥개석이 그 이상의 옥개석에 비해 축소의 비율이 크다는 점 등에서 이 탑이 고려 시대의 석탑 양식을 따르고 있음을 알 수 있다.
1988년 6월 18일 전통사찰 제42호 지정되었다.

## 보유 문화재
- 서산 천장사 칠층석탑
- 서산 천장사 아미타후불탱화